# OHSU Női Egészségügyi Központ
Az Oregoni Egészségtudományi Egyetem Női Egészségügyi Központja nők ellátására specializálódott egyetemi kórház az Amerikai Egyesült Államok Oregon államának Portland városában. Az intézményt az USA egészségügyi minisztériuma Nemzeti Kiválóságközponttá jelölte ki.

## Története
A központ 1997-ben jött létre Mary Wilcox, Arlene Schnitzer és mások kezdeményezésére, hogy „egy helyen legyen képes kezelni a nők sokféle egészségügyi szükségletét”. 2003-ban az USA szövetségi egészségügyi minisztériuma Nemzeti Kiválóságközponttá nevezte ki.
2006-ban az OHSU campusának Kohler épületébe költözött. A klinikai teret úgy tervezték, hogy a pácienseket egy "gyógyfürdő élményére" emlékeztesse, azzal az elképzeléssel, hogy ez elősegíti a központban a gyógyulást. 2013-ban a központ és a nőgyógyászati részleg igazgatói posztját különválasztották, ideiglenes igazgatókká pedig Michelle Berlint és Renee Edwardsot nevezték ki.

## Ellátások
- Akupunktúra
- Általános szülészet-nőgyógyászat
- Endokrinológia és meddőség
- Fizioterápia
- Háziorvosi ellátás
- Magzatkezelés
- Mentális egészség
- Onkológia
- Szív- és érrendszeri zavarok
- Táplálkozás
- Terhesgondozás
- Természetgyógyászat
- Uroginekológia
- Vérzési rendellenességek

## Oktatás
Az OHSU részeként a központ elméleti és gyakorlati formában is közreműködik az orvostanhallgatók képzésében.

## Kutatás
2006-ban egy csoport adományozói kört hozott létre, amely 125 ezer dollárral támogatja a nők egészségével kapcsolatos kutatásokat. Megalapítása óta több mint 1,4 millió dollárral támogatott kutatókat (például Suhrat Mitalipovot).

## Fordítás
- Ez a szócikk részben vagy egészben  az   Oregon Health and Science University Center for Women's Health című angol Wikipédia-szócikk ezen változatának fordításán alapul.  Az eredeti cikk szerkesztőit annak laptörténete sorolja fel. Ez a jelzés csupán a megfogalmazás eredetét és a szerzői jogokat jelzi, nem szolgál a cikkben szereplő információk forrásmegjelöléseként.